# Abelin
Abelin är en svensk släkt, vars äldste kände medlem är Matts Hansson Mariager, som 1635 kyrkoherde i Asarum. Hans söner antog släktnamnet Abelin. Hans äldsta son Hans Matsson Abelin, kyrkoherde i Karlshamn, (död 1686), blev far till kyrkoherden i Kristianopel Mathias Abelin (1674-1729), gift med Metta Maria Corvin (1683-1757). Av deras femton barn blev landssekreteraren i Blekinge län Johan Peter Abelin (1721–1790) far till borgmästaren i Linköping Zacharias Abelin (1774–1849), från vilken den enda kvarlevande grenen härstammar.

## Personer i släkten
- Carl Johan Zacharias Abelin (1814-1909) bror till Hjalmar och Gustaf Abelin, överjägmästare
- Hjalmar August Abelin (1817–1893), läkare
- Gustaf Rudolf Abelin (1819–1903), general
- Rudolf Abelin (1864–1961), son till Gustaf Rudolf Abelin, trädgårdsodlare